# Auxon (Aube)
Auxon je francouzská obec v departementu Aube v regionu Grand Est. V roce 2012 zde žilo 941 obyvatel.

## Sousední obce
Davrey, Eaux-Puiseaux, Ervy-le-Châtel, Chamoy, Maraye-en-Othe, Montigny-les-Monts, Saint-Phal

## Vývoj počtu obyvatel
Počet obyvatel